# حداده (بومرداس)
حداده یک منطقهٔ مسکونی در الجزایر است که در ناحیه ثنیه واقع شده‌است. حداده ۴ کیلومتر مربع مساحت دارد ۴۹۰ متر بالاتر از سطح دریا واقع شده‌است.